# Space Rendez Vous
Space Rendez Vous is een computerspel dat werd ontwikkeld door Cees Kramer van Radarsoft. Het spel kwam in 1984 uit voor de Commodore 64. De bedoeling van het spel is met een raket zacht te landen.